# Aureli Turski
Aureli Turski (ur. 29 czerwca 1893 w Nowym Sączu, zm. 13 października 1919 w Wilnie) – żołnierz Legionów Polskich, podoficer Wojska Polskiego w II Rzeczypospolitej, kawaler Orderu Virtuti Militari.

## Życiorys
Urodził się w rodzinie Jana i Rozalii z Galarusów.
Absolwent szkoły powszechnej w Nowym Sączu i kursów zegarmistrzowskich.
W 1914 wstąpił do Legionów Polskich i w składzie 1 pułku piechoty przeszedł bojowy szlak legionowy.
Od 1919 w szeregach odrodzonego Wojska Polskiego walczył na frontach wojny polsko-bolszewickiej.
W czasie walk na froncie litewsko-białoruskim, podczas ataku na wieś Woronicze, na czele dwóch sekcji atakiem wręcz zdobył linię bronioną przez liczniejszego nieprzyjaciela. 
Za bohaterstwo w walce odznaczony został pośmiertnie Krzyżem Srebrnym Orderu Virtuti Militari.
Podczas ataku na jeden z fortów Dźwińska został ciężko ranny. 
Zmarł w wileńskim szpitalu.

## Ordery i odznaczenia
- Krzyż Srebrny Orderu Virtuti Militari (nr 7987)